# Joan Sebastián Jaramillo Herrera
Joan Sebastián Jaramillo Herrera (Cali, 14 aprile 1994) è un ex calciatore colombiano, di ruolo difensore.

## Carriera

### Club
Il 23 gennaio 2018 viene acquistato a titolo definitivo dalla squadra slovacca del Senica.